# Enia I
Enia I est un village camerounais situé dans le département de Lom-et-Djérem dans la région de l'Est. Plus précisément, il se trouve dans l'arrondissement de Bertoua II et dans le quartier de Bertoua-ville.

## Population
En 2005, le village d'Enia I comptait 2 380 habitants dont 1 213 hommes et 1 167 femmes.